# Stadio del ghiaccio

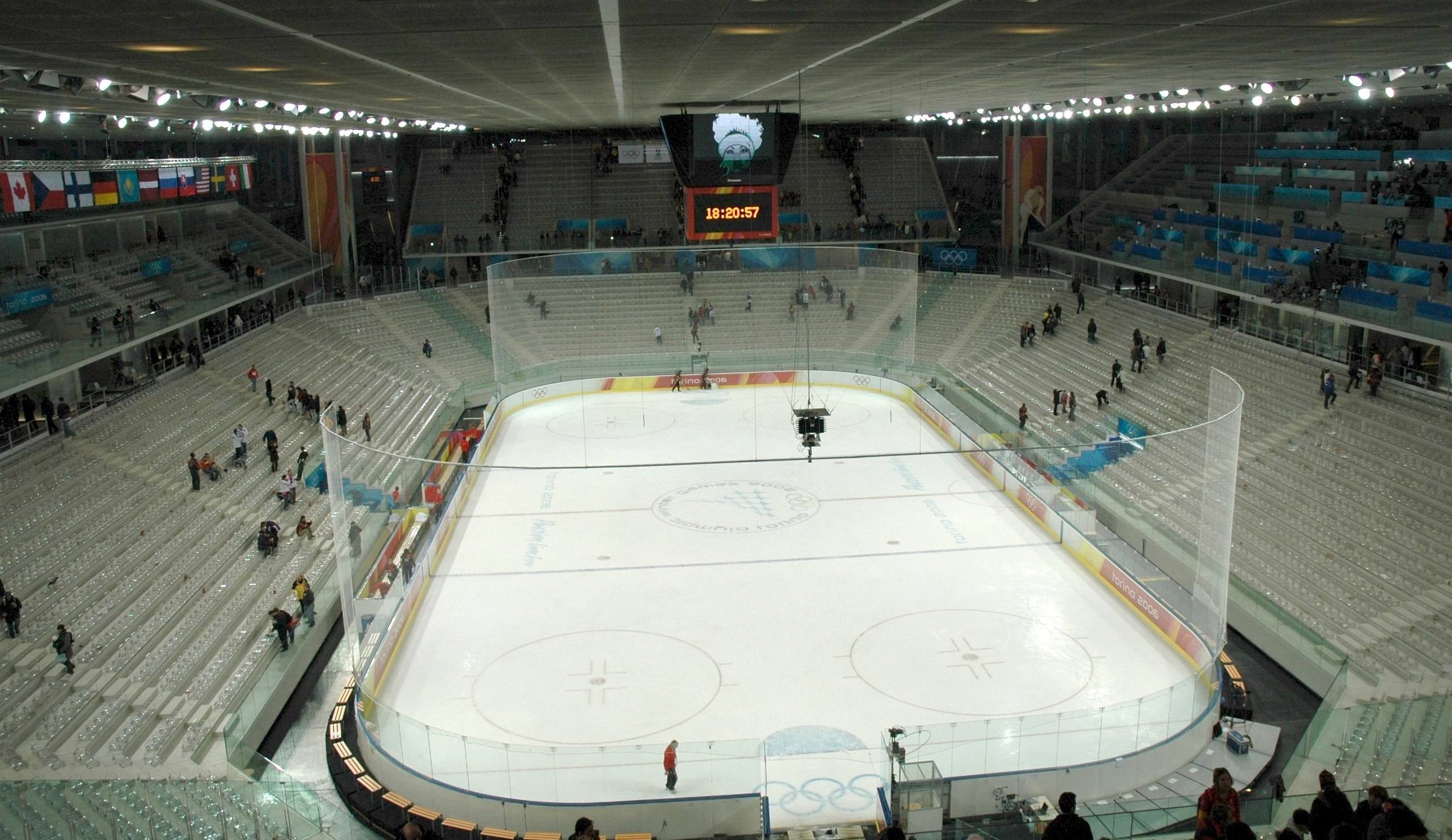
Il palazzo del ghiaccio di Torino sede dei XX Giochi olimpici invernali

Lo stadio del ghiaccio, o palazzetto del ghiaccio, è un'arena sportiva indoor atta a ospitare solitamente le partite di hockey su ghiaccio. Nei Paesi nordamericani, quali gli Stati Uniti d'America o il Canada, ove l'hockey su ghiaccio è sport nazionale, spesso tali arene (dette ice hockey venues) nel periodo non invernale sono adattate ad ospitare incontri di pallacanestro, divenendo così degli stadi multifunzionali.

## Principali stadi del ghiaccio

### Canada
- Centre Bell di Montréal, l'arena di hockey più capiente della National Hockey League[1]
- Pengrowth Saddledome di Calgary

### Stati Uniti
- Joe Louis Arena di Detroit, l'arena di hockey più capiente degli Stati Uniti[2]
- United Center di Chicago

### Germania
- Lanxess Arena di Colonia

### Repubblica Ceca
- O2 Arena di Praga
- Ostravar Aréna di Ostrava

### Russia
- Megasport Arena di Mosca

### Svezia
- Ericsson Globe di Stoccolma

### Svizzera
- PostFinance-Arena di Berna
- Hallenstadion di Zurigo

### Italia
- Stadio Olimpico del Ghiaccio di Cortina d'Ampezzo sede dei XVII Giochi olimpici invernali di Cortina d'Ampezzo 1956
- Palasport Olimpico di Torino sede dei XX Giochi olimpici invernali di Torino 2006

## Galleria d'immagini

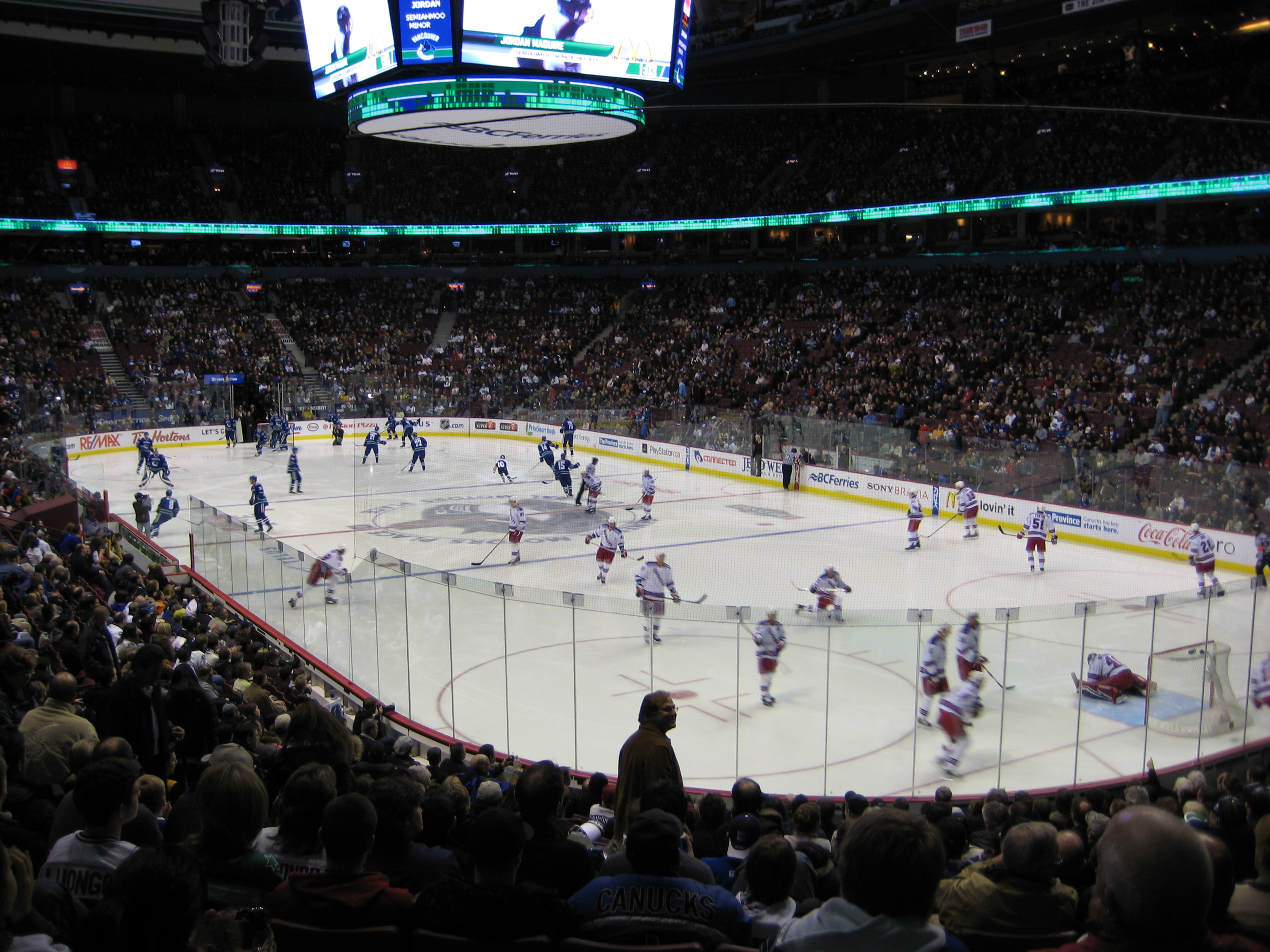
Il General Motors Place sede dei Giochi olimpici invernali di Vancouver 2010
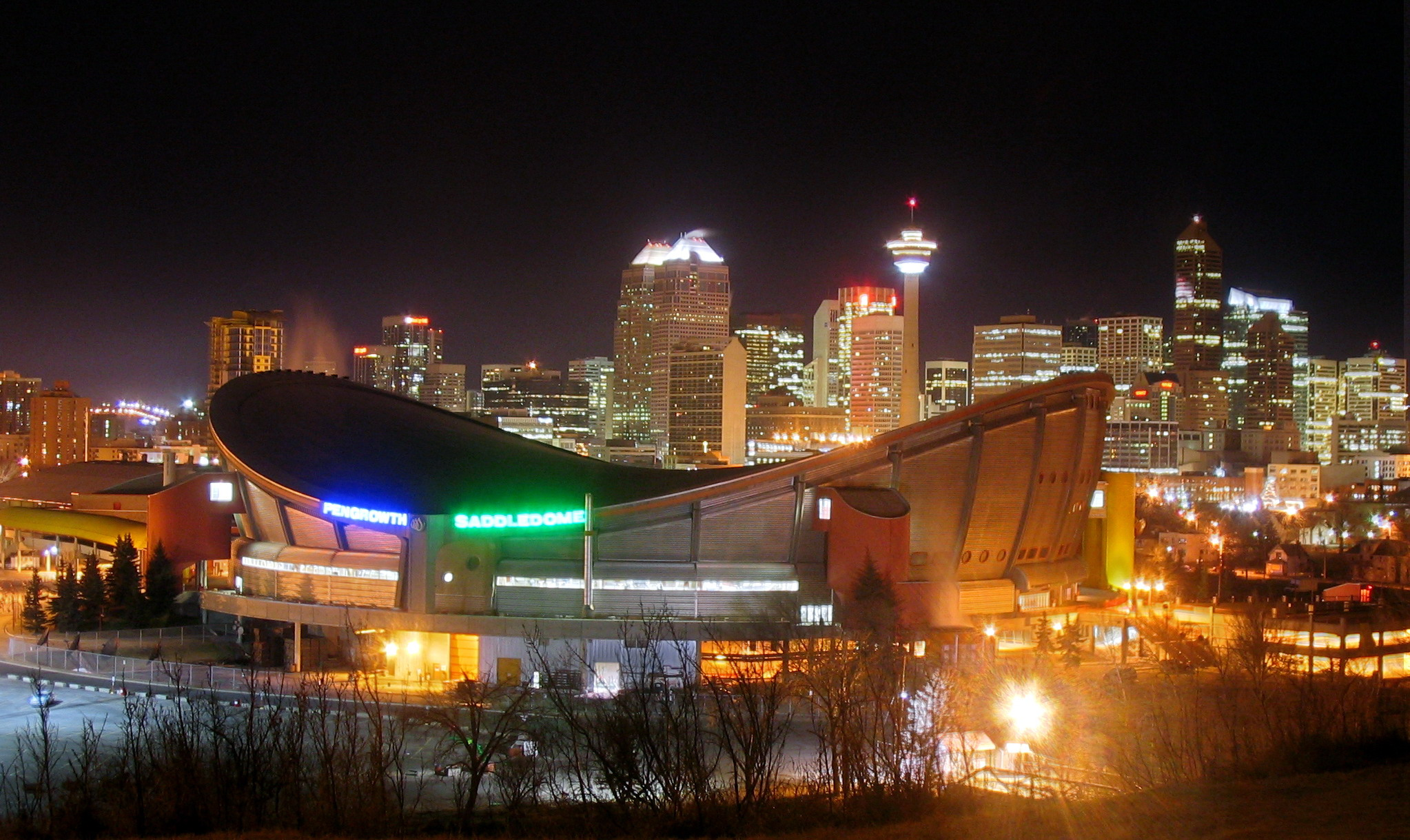
Vista notturna del Pengrowth Saddledome di Calgary
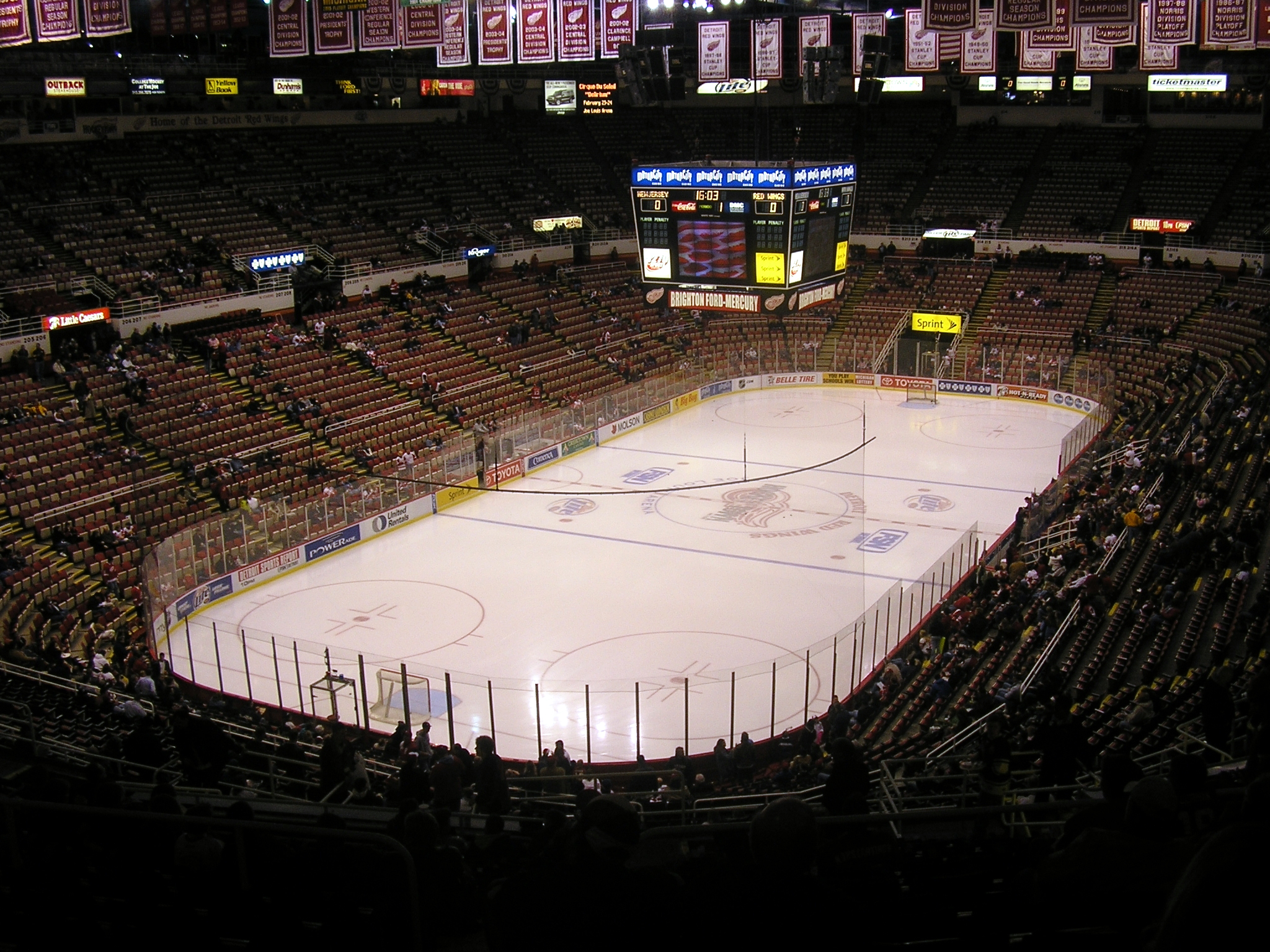
La Joe Louis Arena di Detroit

## Il campo da gioco
Il campo da hockey può essere lungo dai 50 ai 76 m e largo dai 18 ai 33,50 m. Le porte, larghe 1,83 m ed alte 1,22, sono poste ad almeno due metri dalla spalla posteriore del rettangolo (ma con vertici arrotondati) di gioco, il quale è rivestito da un bordo di assi di legno, infatti il gioco si svolge anche dietro le porte stesse.
Sul ghiaccio sono tracciate, oltre alla linea di centro campo, due linee blu delimitanti la zona d'attacco e di difesa poste a 9,14 m dal fondo e quattro cerchi, all'interno di tali aree, denominati end zone ove si tengono gli ingaggi.